# ストレリア (小惑星)
ストレリア (1386 Storeria) は、小惑星帯に位置する小惑星である。グリゴリー・ネウイミンがシメイズ観測所で発見した。
カンザス大学の学生によって公転軌道が求められ、彼女の指導教官だったN・ワイマン・ストラーに因んで名付けられた。